# Walther Modell 9
Walther Modell 9 (Вальтер Модель 9) — немецкий самозарядный карманный пистолет. Один из самых маленьких самозарядных пистолетов.

## Описание
Вальтер Модель 9 является самозарядным огнестрельным оружием. Принцип действия основан на отдаче свободного затвора. Пистолет имеет внешний неавтоматический предохранитель, его флажок расположен на левой стороне рамки. Имеет открытый прицел нерегулируемого типа. Ударно-спусковой механизм ударниковый. Пистолет оснащен магазином вместимостью 6 патронов. Ствол ввинчен в рамку пистолета и имеет шесть нарезов.